# Pokrowśke (rejon perwomajski)
Pokrowśke (ukr. Покровське, do 2016 Hulanyćke, ukr. Гуляницьке) – wieś na Ukrainie, w obwodzie mikołajowskim, w rejonie perwomajskim, w hromadzie Wradijiwka. W 2001 liczyła 524 mieszkańców, wśród których 511 wskazało jako ojczysty język ukraiński, 8 rosyjski, 2 mołdawski, 3 ormiański, 2 białoruski, a 1 inny.